# Исландсмуэн, Сигурд
Сигурд Исландсмуэн (Исландсмуен) (норв. Sigurd Islandsmoen; 1881 — 1964) — норвежский композитор и педагог.
Известен значительным вкладом в норвежскую церковную музыку. Преподавал в музыкальной консерватории Осло, в числе его учеников — Бьорн Фонгор.

## Биография
Родился 27 августа 1881 года в городке Bagn коммуны Сёр-Эурдал, губернии Оппланн; был младшим ребёнком в семье из девяти братьев и сестер. Брат норвежского педагога и политика Олауса Исландсмуэна. 
Первоначально учился в музыкальной академии Осло, позже — в Лейпциге, где в числе его учителей был Макс Регер. В годы, проведённые в Лейпциге, на него оказал большое влияние органист Карл Штраубе и дирижер Артур Никиш.
В 1904 году, сдав экзамены в педагогической академии коммуны Эльверум, по 1916 годы Исландсмуэн работал учителем и органистом в своём родном городе, затем - учителем музыки в городе Йёвик.
С 1916 по 1961 год он был церковным органистом в городе Мосс. Благодаря своему таланту органиста, он внёс большой вклад в музыкальную жизнь города. Стал инициатором создания оркестровой ассоциации Мосса в 1924 году, в течение многих лет работал в качестве дирижера. Также был руководителем нескольких местных хоров и групп.
Сигурд Исландсмуэн был посвящен в рыцари норвежского королевского ордена Святого Олафа (I класса). С 1952 года он получил жалованье как правительственный музыкант. 
В небольшом музее Bagn Bygdesamling, созданном Олаусом Исландсмуэном, имеется экспозиция, посвященная его брату Сигурду.
Умер 1 июля 1964 года.

## Труды
Всего написал около 70 произведений, среди которых пять произведений для оркестра, хора и солистов. 
Избранные сочинения на норвежском языке:
- Norsk Ouvertyre (1913)
- Israel i fangenskap (1931)
- Heimatt frå Babel (1934)
- Requiem (1943)
- Missa Solemnis (1954)
- Gudrun Laugar (1964)